# ارال هاتهی‌خیل
ارال هاتهی‌خیل (به انگلیسی: Aral Hathi Khel) یک منطقهٔ مسکونی در پاکستان است که در ناحیه بنو واقع شده‌است.